# Дача Стамболі
Дача Стамболі — будівля в Феодосії на проспекті Айвазовського, 47, що будувалась з 1909 до 1914 року за проєктом петербурзького архітектора Оскара Емільйовича Вегенера.

## Історія
Двоповерхова будівля зведена на пагорбі в стилі мавританської архітектури (господар дачі — тютюновий фабрикант Йосип Стамболі, був караїмом). Просторі підвали, гроти та флігель, різноманітність мотивів і фактур в обробці, всілякі башточки, криті галереї й тераси додають йому східний колорит і величність. У внутрішній і зовнішній обробці гармонійно поєднуються мармур і пісковик, карбування, ліпка і різьблення по дереву. Каменерізні роботи виконали майстри Феодосії Я. Фока, А. Борисов, брати Брехови, І. Ладонкін, А. Васильєв, А. Шмідт, А. Медведєв, Ю. Голонос. У оформленні вестибюля і зимового саду — оранжереї використані елементи класицизму. Будівництво обійшлося фабриканту в 1 100 000 карбованців.
Дача призначалася в подарунок дружині, Рахілі Іллівні, до десятиліття сумісного життя. Проте почалася Перша світова війна і в 1916 році Й. Стамболі продав свою тютюнову фабрику і просторі тютюнові плантації та разом з сім'єю виїхав до Османської імперії.
Після Жовтневого перевороту у 1921 році в будинку розмістили оздоровчий заклад на 100 місць. Санаторій назвали ім'ям І. В. Сталіна. З початком Другої світової війни будівля стала шпиталем для поранених червоноармійців. В період окупації він як і раніше приймав поранених, але вже німецьких. Нижній парк, що примикав до дачі, був відданий під кладовище для солдатів і офіцерів вермахту.
З 1944 року, після звільнення міста, в будівлі розташовувався піонерський табір. У 1952 році дача була повністю відновлена, в ній розмістився 9-й корпус санаторію «Восход». І до 60-х років XX століття Дача Стамболі вважалася північною межею Феодосії.
З 1985 до 1988 року дача розташовувалася у відомстві Наркологічного центру О. Р. Довженко. З початку 90-х років 20 століття декілька років приміщення займав комерційний банк. Пізніше тут розташовувався готельно-ресторанний комплекс з однойменною назвою.
10 червня 2013 року у будівлі дачі відкрито реставраційно-виставковий центр підводної археології, який фактично став першим у державі музеєм такого роду.

## Галерея

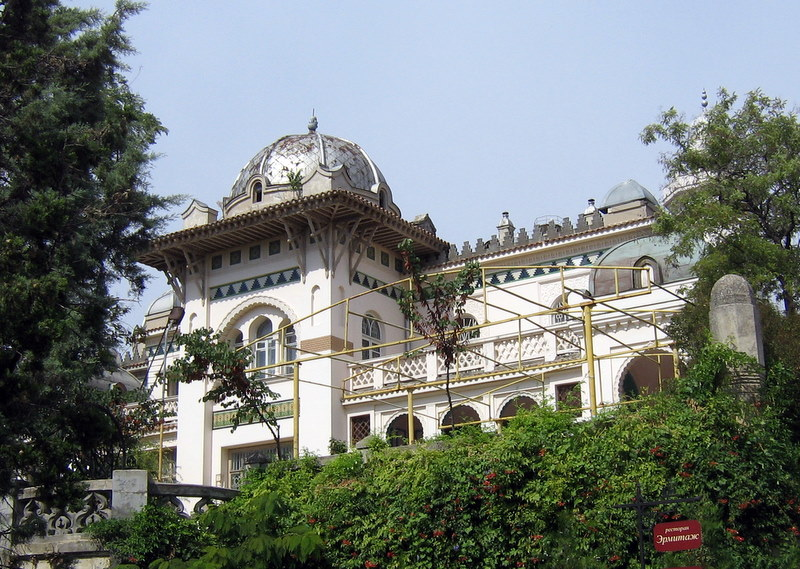
Фасад
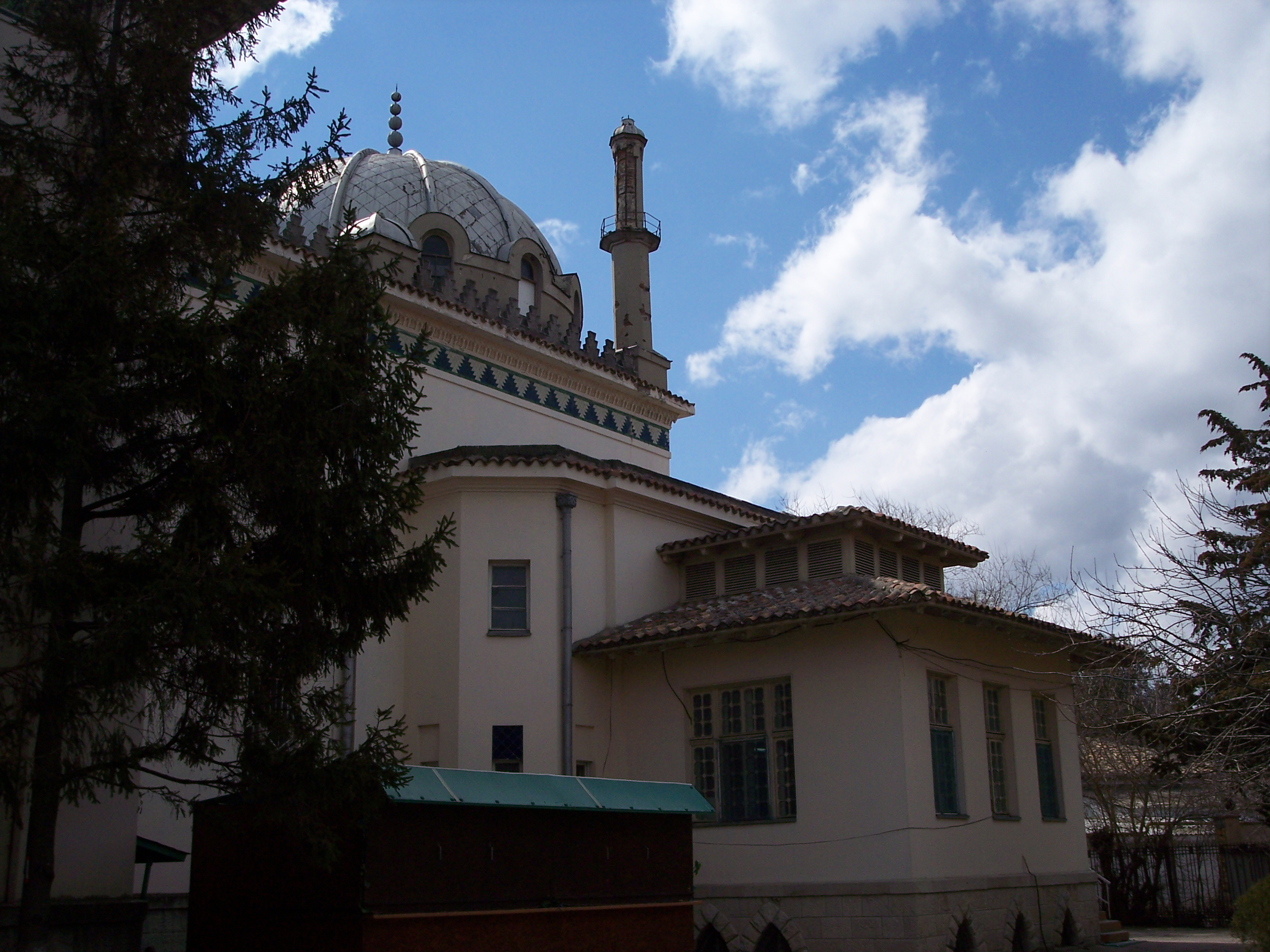
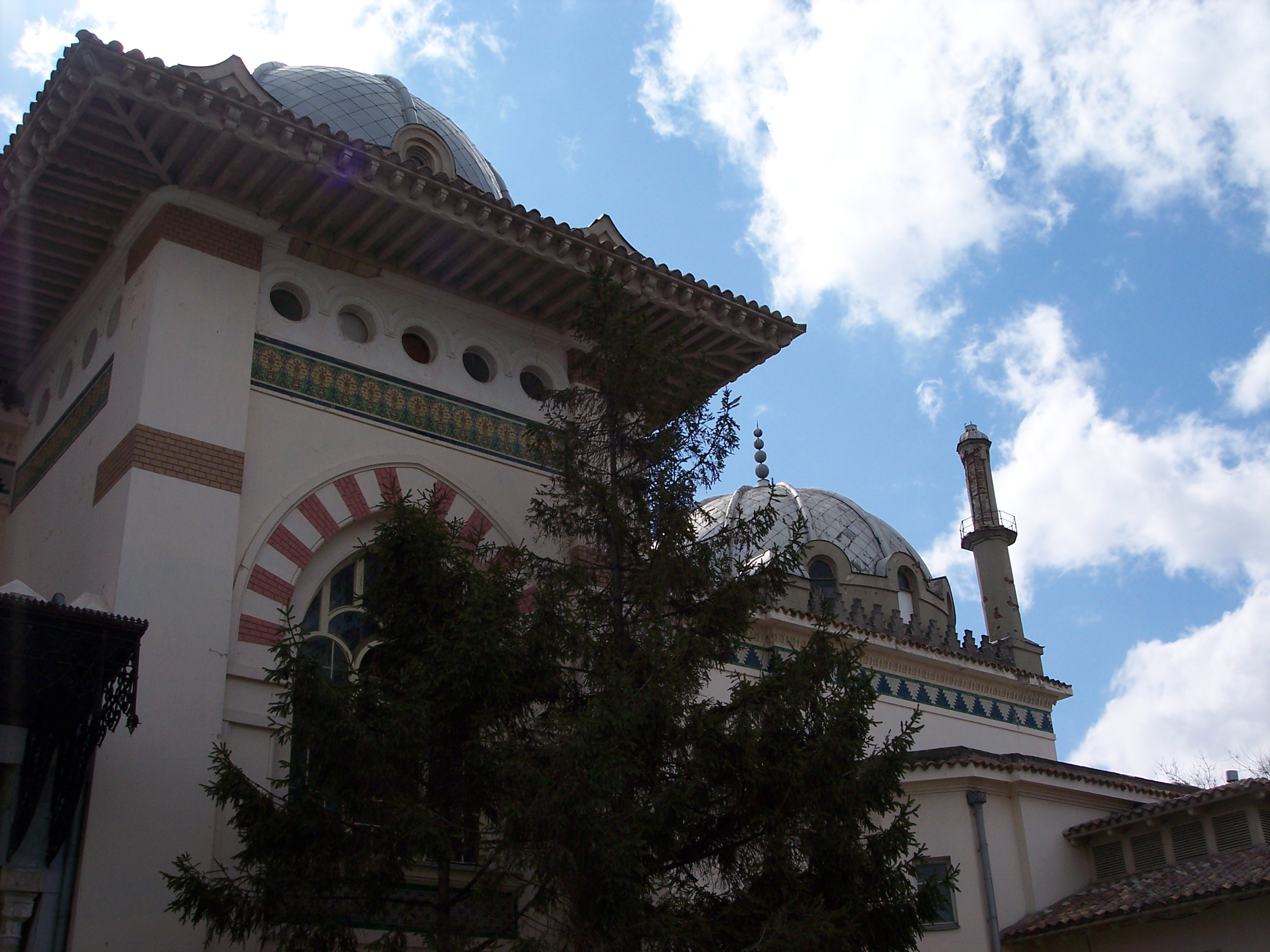
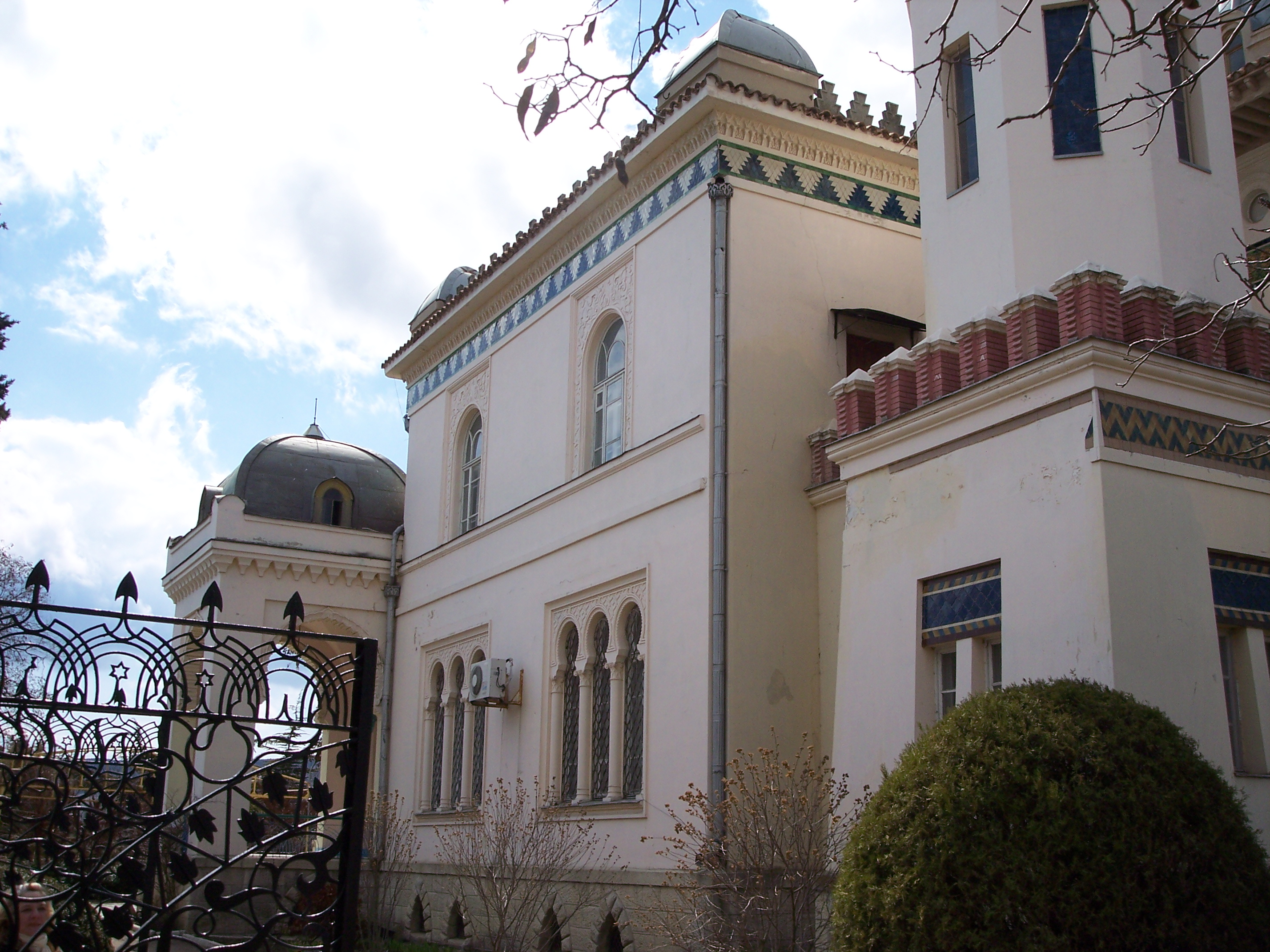
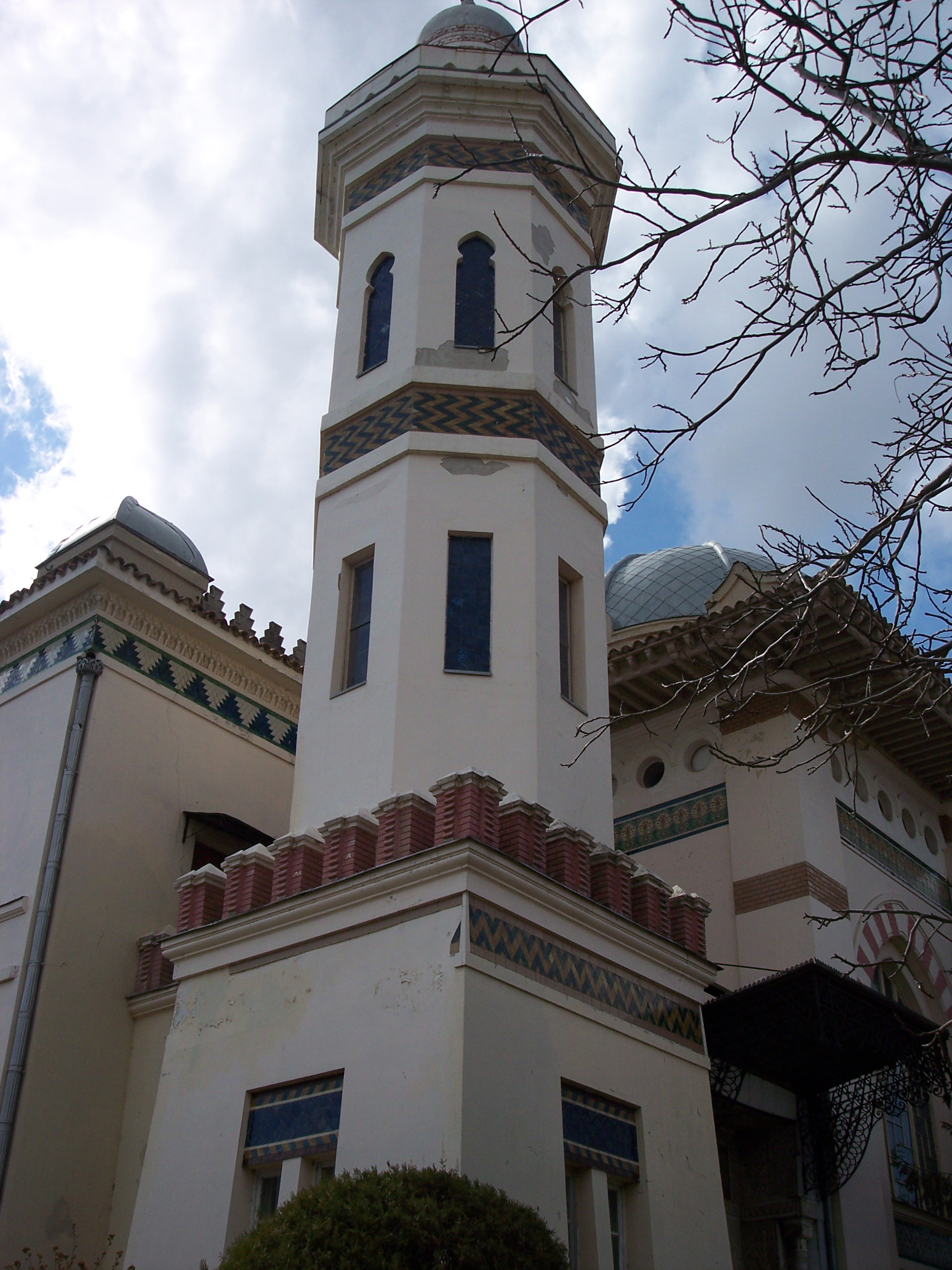
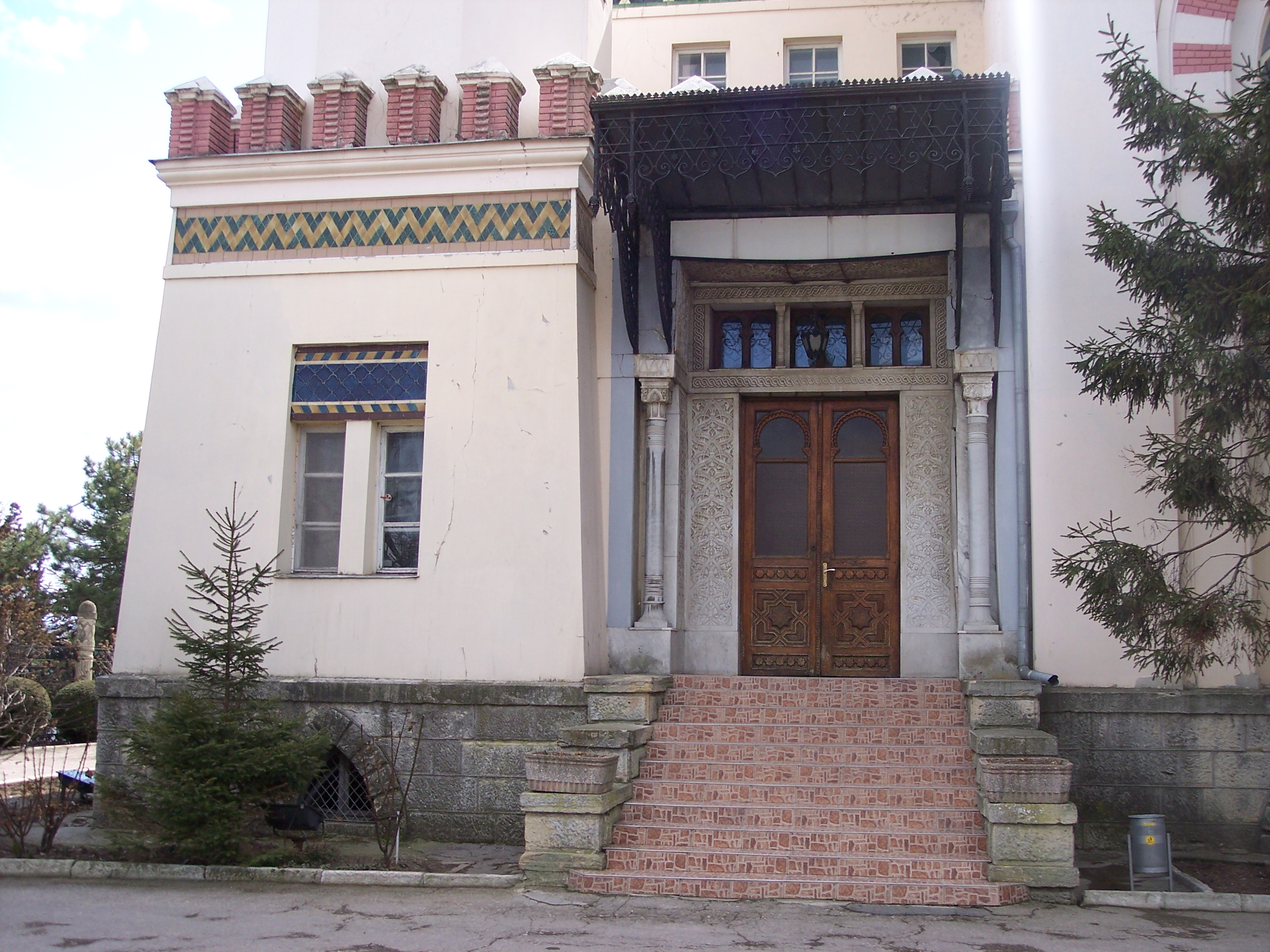
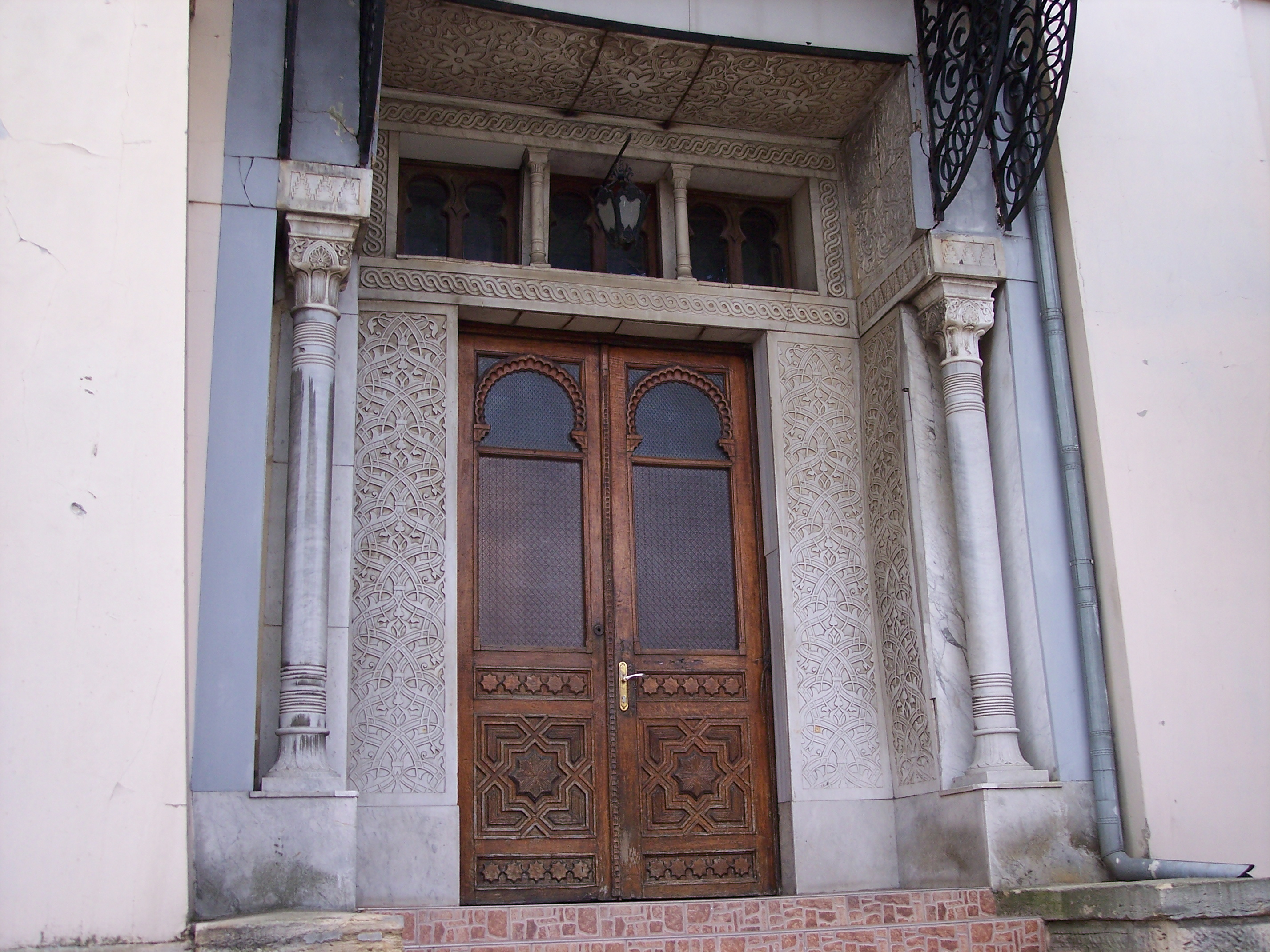
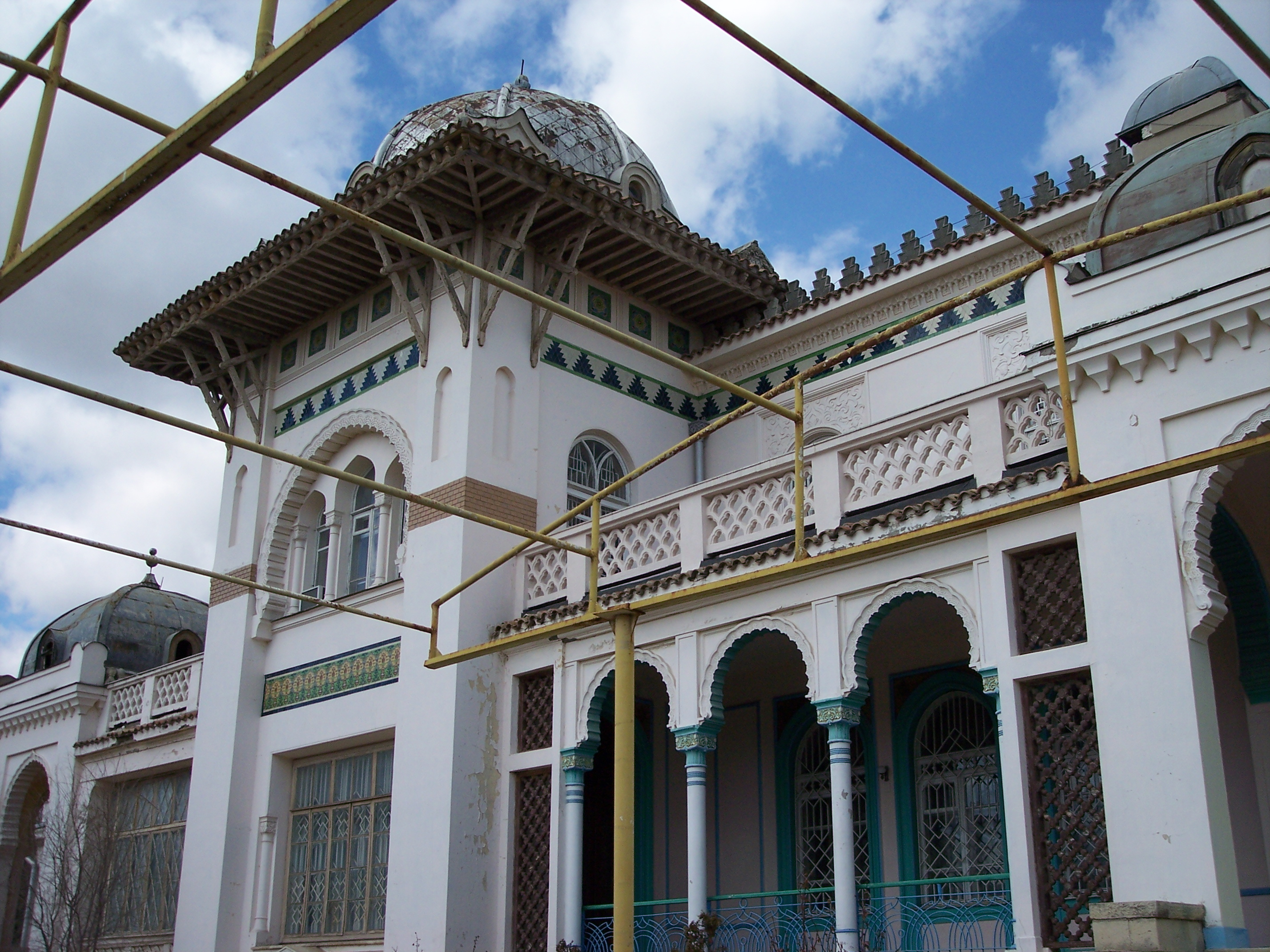
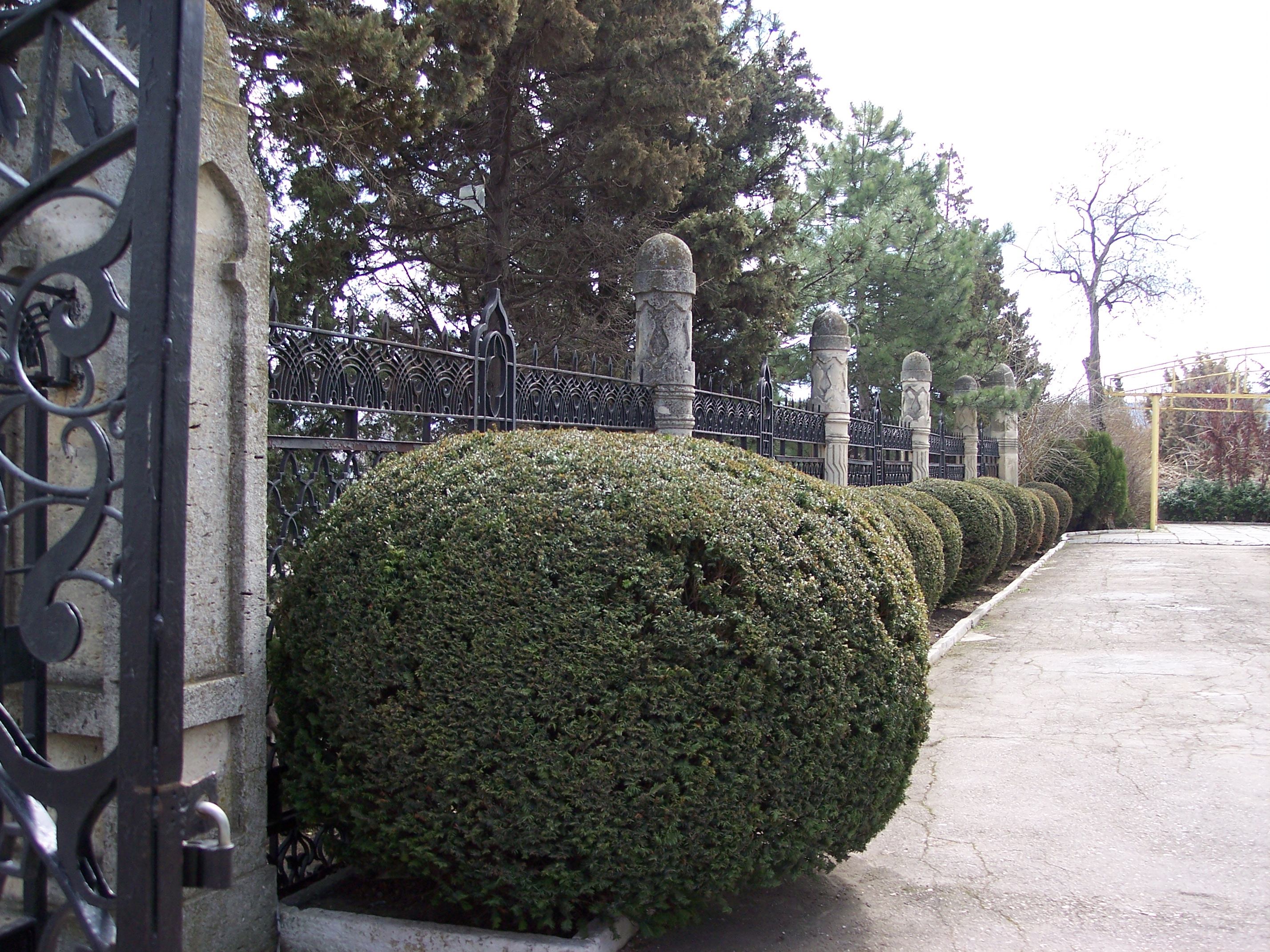